# Florence (Dél-Karolina)
Florence város az USA Dél-Karolina államában. Lakosainak száma 39 899 fő (2020. április 1.).

## Népesség
A település népességének változása:

| 2010 | 37 056 |
| 2020 | 39 899 |